# Dráma klub
A Dráma klub (eredeti cím: Drama Club) 2021-ben vetített amerikai vígjáték sorozat, amelyet Monica Sherer és Madeline Whitby alkotott. A főbb szerepekben Telci Huynh, Nathan Janak, Lili Brennan, Kensington Tallman, Chase Vacnin és Artyon Celestine látható.
Amerikában 2021. március 20-án mutatta be a Nickelodeonon. Magyarországon is a Nickelodeon mutatta be 2021. október 25-én.

## Cselekmény
A Tookus Középiskolai színjátszó klubban Mack az új rendező, aki izgatottan veszi fel az iskola új eredeti "Minnesota" című musicaljét. Miután a koreográfusuk megsérül, Mack és a gyerekek rájönnek arra, hogy egy focista segítségére van szükségük.

## Szereplők

### Főszereplők
| Szereplő | Színész            | Magyar hang      |
| -------- | ------------------ | ---------------- |
| Mack     | Telci Huynh        | Ruszkai Szonja   |
| Oliver   | Nathan Janak       | Baráth István    |
| Darcy    | Lili Brennan       | Szűcs Anna Viola |
| Bianca   | Kensington Tallman | Kobela Kira      |
| Dózer    | Chase Vacnin       | Kenéz Ágoston    |
| Skip     | Artyon Celestine   | Maszlag Bálint   |

### Mellékszereplők
| Szereplő         | Színész         | Magyar hang   |
| ---------------- | --------------- | ------------- |
| Clyde Sniffet    | John Milhiser   | Hamvas Dániel |
| Gertie           | Neska Rose      | Hermann Lilla |
| Kurtis           | Reyn Doi        | Vida Bálint   |
| Gibbins igazgató | Ithmar Enriquez | Holl Nándor   |
| Cobbler edző     | Marcus Folmar   | Gémes Antos   |
| Colin            | Pilot Bunch     | Kadosa Patrik |

## Magyar változat
- Bemondó: Schmidt Andrea
- Magyar szöveg: Horváth Anikó
- Vágó: Hajzler László (1-3. rész), Wünsch Attila (4-7. rész), Házi Sándor (8-10. rész)
- Hangmérnök: Bokk Tamás
- Gyártásvezető: Kablay Luca
- Szinkronrendező: Stern Dániel
- Produkciós vezető: Koleszár Emőke

## Évados áttekintés
| Évad | Évad | Epizódok | Eredeti sugárzás  | Eredeti sugárzás | Magyar sugárzás a -on | Magyar sugárzás a -on | Magyar sugárzás a -en | Magyar sugárzás a -en |
| Évad | Évad | Epizódok | Évadpremier       | Évadfinálé       | Évadpremier           | Évadfinálé            | Évadpremier           | Évadfinálé            |
| ---- | ---- | -------- | ----------------- | ---------------- | --------------------- | --------------------- | --------------------- | --------------------- |
|      | 1    | 10       | 2021. március 20. | 2021. május 22.  | 2021. október 25.     | 2021. november 5.     | 2022. április 29.     | 2022. május 13.       |

## Évadok

### 1. évad (2021)
| #   | Eredeti cím                     | Magyar cím                   | Rendezte          | Írta                             | Eredeti premier   | Magyar premier a -on | Magyar premier a -en | Gyártási kód |
| --- | ------------------------------- | ---------------------------- | ----------------- | -------------------------------- | ----------------- | -------------------- | -------------------- | ------------ |
| 1.  | Pilot                           | Dráma a Dráma Klubban        | Nancy Hower       | Monica Sherer és Madeline Whitby | 2021. március 20. | 2021. október 25.    | 2022. április 29.    | 101          |
| 2.  | Build A Bench                   | Törjük be Dózert!            | Bennet Silverman  | Monica Sherer és Madeline Whitby | 2021. március 27. | 2021. október 26.    | 2022. május 3.       | 102          |
| 3.  | Phoneless in Tookus             | Teló nélkül Tookus-ban       | Matthew Pollock   | Eric Falconer                    | 2021. április 3.  | 2021. október 28.    | 2022. május 5.       | 104          |
| 4.  | Luck Be a Poncho Tonight        | Kabalaponcsó                 | Matthew Pollock   | Pang-Ni L. Vogt és Aaron Vaccaro | 2021. április 10. | 2021. október 27.    | 2022. május 4.       | 103          |
| 5.  | 15 Sniffets of Fame             | 15 sniffetnyi hírnév         | Nancy Hower       | Ian McLees és Richard Carl       | 2021. április 17. | 2021. október 29.    | 2022. május 6.       | 106          |
| 6.  | S.A.D.                          | B.U.S.                       | Nancy Hower       | Monica Sherer és Madeline Whitby | 2021. május 1.    | 2021. november 1.    | 2022. május 9.       | 105          |
| 7.  | Slumber Games                   | Szunyálók viadala            | Maureen Bharoocha | Emma Jay                         | 2021. május 8.    | 2021. november 2.    | 2022. május 10.      | 107          |
| 8.  | The Phantom of Farth Auditorium | A színház fantomja           | Maureen Bharoocha | Pang-Ni Landrum és Aaron Vaccaro | 2021. május 15.   | 2021. november 3.    | 2022. május 11.      | 108          |
| 9.  | Stress Rehearsal                | Stresszpróba                 | Matt Sohn         | Ian McLees és Richard Carl       | 2021. május 22.   | 2021. november 4.    | 2022. május 12.      | 109          |
| 10. | The Show Might Go On            | Az előadás talán folytatódik | Matt Sohn         | Monica Sherer és Madeline Whitby | 2021. május 22.   | 2021. november 5.    | 2022. május 13.      | 110          |

## Gyártás
A sorozat tíz darab félórás epizódból áll. A sorozat epizódjai a Nick alkalmazásban és a Nick.com-on egy héttel korábban kerültek bemutatásra mint a Nickelodeon-on. A Nickelodeon-on az első epizód 2021. március 20-án került bemutatásra amíg a Nick alkalmazásban és a Nick.com-on 2021. március 13-án mutatták be. Az első évad 2021. május 22-én ért véget.